# Quadro de medalhas dos Jogos Pan-Americanos de 1979
Abaixo, as medalhas distribuidas nos Jogos Pan-Americanos de 1979 em San Juan, em Porto Rico. Os Estados Unidos lideraram o número de medalhas de ouro no total das medalhas. Em negrito, o país sede.
| Quadro de Medalhas - San Juan 1979 | Quadro de Medalhas - San Juan 1979 | Quadro de Medalhas - San Juan 1979 | Quadro de Medalhas - San Juan 1979 | Quadro de Medalhas - San Juan 1979 | Quadro de Medalhas - San Juan 1979 |
| ---------------------------------- | ---------------------------------- | ---------------------------------- | ---------------------------------- | ---------------------------------- | ---------------------------------- |
| Pos.                               | País                               | Ouro                               | Prata                              | Bronze                             | Total                              |
| 1                                  | Estados Unidos                     | 126                                | 95                                 | 45                                 | 266                                |
| 2                                  | Cuba                               | 64                                 | 47                                 | 34                                 | 145                                |
| 3                                  | Canadá                             | 24                                 | 43                                 | 71                                 | 138                                |
| 4                                  | Argentina                          | 12                                 | 7                                  | 17                                 | 36                                 |
| 5                                  | Brasil                             | 9                                  | 13                                 | 17                                 | 39                                 |
| 6                                  | México                             | 3                                  | 6                                  | 29                                 | 38                                 |
| 7                                  | Porto Rico                         | 2                                  | 9                                  | 10                                 | 21                                 |
| 8                                  | Chile                              | 1                                  | 4                                  | 6                                  | 11                                 |
| 9                                  | Venezuela                          | 1                                  | 4                                  | 4                                  | 9                                  |
| 10                                 | República Dominicana               | 0                                  | 5                                  | 10                                 | 15                                 |
| 11                                 | Jamaica                            | 0                                  | 4                                  | 1                                  | 5                                  |
| 12                                 | Panamá                             | 0                                  | 2                                  | 2                                  | 4                                  |
| 13                                 | Guiana                             | 0                                  | 2                                  | 1                                  | 3                                  |
| 14                                 | Colômbia                           | 0                                  | 1                                  | 8                                  | 9                                  |
| 15                                 | Peru                               | 0                                  | 1                                  | 2                                  | 3                                  |
| 16                                 | Bahamas                            | 0                                  | 1                                  | 0                                  | 1                                  |
| 17                                 | Equador                            | 0                                  | 0                                  | 2                                  | 2                                  |
| 18                                 | Antilhas Holandesas                | 0                                  | 0                                  | 1                                  | 1                                  |
| 18                                 | Belize                             | 0                                  | 0                                  | 1                                  | 1                                  |
| 18                                 | El Salvador                        | 0                                  | 0                                  | 1                                  | 1                                  |
| 18                                 | Ilhas Virgens Americanas           | 0                                  | 0                                  | 1                                  | 1                                  |